# Auvers-le-Hamon
Auvers-le-Hamon è un comune francese di 1 565 abitanti situato nel dipartimento della Sarthe nella regione dei Paesi della Loira.

## Società

### Evoluzione demografica
Abitanti censiti